# Доходный дом Кекушевой
Дохо́дный дом Ке́кушевой — московское здание, возведённое в 1903 году по проекту архитектора Льва Кекушева. Изначально использовалось для размещения доходных квартир, позднее было переоборудовано под частную клинику хирургом Алексеем Бакуниным. С 2004 года здание занимают офисные помещения.

## Строительство и использование

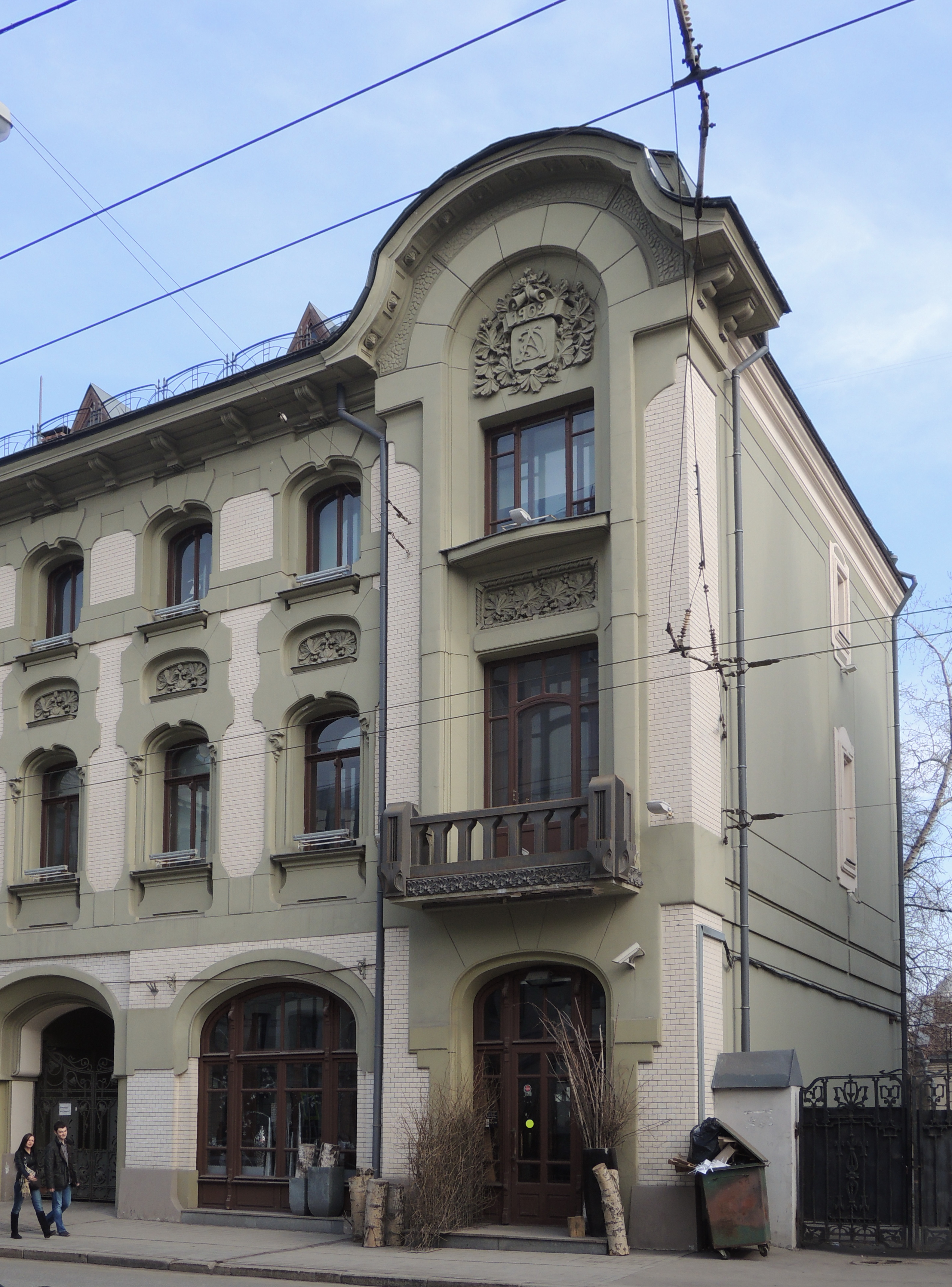
Лепной декор правого подъезда доходного дома Кекушевой, 2013 год

В XVIII веке участок относился к обширному владению на пересечении Зачатьевского переулка и Остоженки. Назначение строений, располагавшихся на этом месте, доподлинно неизвестно. Предположительно, владельцем являлся стольник Петра I А. Л. Римский-Корсаков. Согласно планам 1764 года, п-образное здание, выходящее за красную линию улицы, принадлежало подьячему Симбирского приказа Григорию Ивановичу Левонову. Палаты сгорели в 1812 году, через два года участок вдоль улицы уже значился как самостоятельное владение, хотя внутренняя его граница сформировалась только семью годами позднее.
К 1900 году земля перешла в собственность архитектора Льва Кекушева, который оформил её на имя жены Анны Ионовны. Вскоре он приступил к возведению на этом месте доходного дома на собственные средства. В 1901 году по заказу чаеторговца Василия Ивановича Грязнова вплотную к первому дому начали строительство второго здания, проект которого был подписан помощником архитектора Сергеем Шуцманом. Однако ряд историков указывает, что к концу строительства бывший подмастерье Кекушева не мог работать из-за слепоты. Вероятно, второе крыло также возводили под началом Кекушева, который помогал больному юноше. В строительных работах принимал участие архитектор Василий Сергеевич Кузнецов.
Нижний этаж левой части комплекса занял чайный магазин Грязнова, два верхних купец отвёл под съёмные квартиры. Кекушевы также обустроили на своей половине доходное жильё. Краевед Зинаида Одолламская указывает, что вскоре после окончания строительства архитектор перепродал дом некоему Сергею Астахову. В 1913 году корпус выкупил хирург Алексей Бакунин, который открыл в доме частную поликлинику, занявшую первые два этажа. Существуют свидетельства, что Бакунин только арендовал площади. Лечебница принимала больных из Бутырской тюрьмы, раненных в ходе Первой мировой войны и Октябрьской революции. Среди прооперированных числились революционеры Авель Енукидзе, Пётр Добрынин и другие. По некоторым данным, Лев Кекушев также был пациентом лечебницы на склоне лет.
В 1920-х годах два здания комплекса объединили, увеличив площадь поликлиники. Через пять лет в больницу поместили на стационар патриарха Тихона, так как его отказывались лечить в других городских заведениях. Вскоре после смерти священнослужителя в апреле 1925 года клинику национализировали и передали в ведение народного комиссариата здравоохранения. На её основе начало действовать районное учреждение для лечения кожных болезней, часть дома заняли коммунальные квартиры.
В 2004—2007 годах в здании провели реконструкцию, которую спонсировал застройщик «Ферро-Строй». После работ комплекс передали компании в долгосрочную аренду. Однако уже в 2015-м здание было выставлено на торги Градостроительно-земельной комиссией Москвы с условием последующей реставрации и дальнейшего сохранения объекта культурного наследия. Новым владельцем стала фирма «РПА Эстейт». По сообщениям СМИ, компания принадлежит родственникам президента «Транснефти» Майе и Андрею Болотовым. Общая стоимость дома площадью более 1,5 тыс. м² составила 390 миллионов рублей. В здании планировалось разместить офисные помещения.

## Архитектура
Трёхэтажный доходный дом Кекушевой расположен по соседству с особняком семьи архитектора и составляет с ним композиционное целое. Главными выразительными акцентами простых фасадов стали волнообразный аттик с картушем, а также ритм и обрамление разновеликих окон, декорированных филёнками и тонкими наличниками. Глубокие пластичные ниши окон считаются одной из отличительных черт стиля Кекушева. Они дополняют основной выразительный элемент фасада — проездную арку. Над входом в правой части расположили небольшой балкон. Лоджиями акцентировали и левый угол здания, над ними на третьем этаже находится полуовальное окно с маскароном рыцаря. Основной темой лепного декора являются листья каштана, они украшают картуши второго этажа и обрамляют вензель владельцев на полукруглом аттике дома. Монограмма состоит из букв «А» и «С», которые, вероятно, связаны с именами Анны Кекушевой и Сергея Астахова.
Дворовой фасад оставлен без декора. По мнению некоторых исследователей, его объёмные ризалиты свидетельствуют о включении более ранних строений. Во время последней реконструкции восстановили внешнее убранство и часть интерьеров, раскрыли заложенную проездную арку, где установили стилизованные кованые ворота. В 2015 году на главном фасаде здания установили мемориальную табличку в честь патриарха Тихона, проживавшего в доме.